# Culture à Relizane
La Culture à Relizane fait partie des secteurs les plus importants de la wilaya de Relizane, car il est supervisé par de nombreux organismes culturels, comme la Direction de la Culture et des Arts de la wilaya de Relizane et  Comité Culturel Municipal, en plus des associations culturelles. Il organise des programmes culturels dans divers domaines tout au long de l'année.

## Équipements culturels
La wilaya de Relizane comprend de nombreux équipements culturels qui accueillent de nombreux événements et activités au profit du public tout au long de l'année, tels que :
- Maison de la culture M'hamed Issiakhem[1]
- Maisons de jeunes
- Salle de cinéma "Casino"[2]
- Salle de cinéma communal
- Salle de cinéma Douniazed (Ex - Rex)[3]
- Direction de la culture et l'Arts
- Institut régional de formation musicale[4]
- Bibliothèque Principal de Lecture Publique[5]
- Musée el moudjahid Relizane[6]
- Office national de gestion et d'exploitation des biens culturels protégés de Relizane[7]

## Festivités et événements
La wilaya de Relizane accueille de nombreux événements, activités et célébrations, notamment audiovisuelles, théâtrales et chantées, qu'elles soient nationales, internationales ou locales, telles que :
- Lire en fête
- La waâda de Sidi bellel[8]
- Mois du patrimoine[9]
- Journées théâtrales de Mina[10]
- Exposition des personnages de la ville[11]
- La fête de Yennayer[12]
- Journée Nationale du Savoir 16 Avril
- Festival international du film documentaire Sidi M'hamed Benaouda

## Sites archéologiques
- Pont de Mina[13]
- Site de l'antique Mina[14]

## Les associations culturelles
Les associations de la wilaya de Relizane comptent parmi les acteurs les plus importants de la vie culturelle de la ville dont les plus notables sont :
- El Chater el saghir
- El Bassair[15]
- El Richa[16]
- Djil Eldahra[17]
- El Zaitouna[18]
- Masque et création